# Bakterioza pierścieniowa ziemniaka

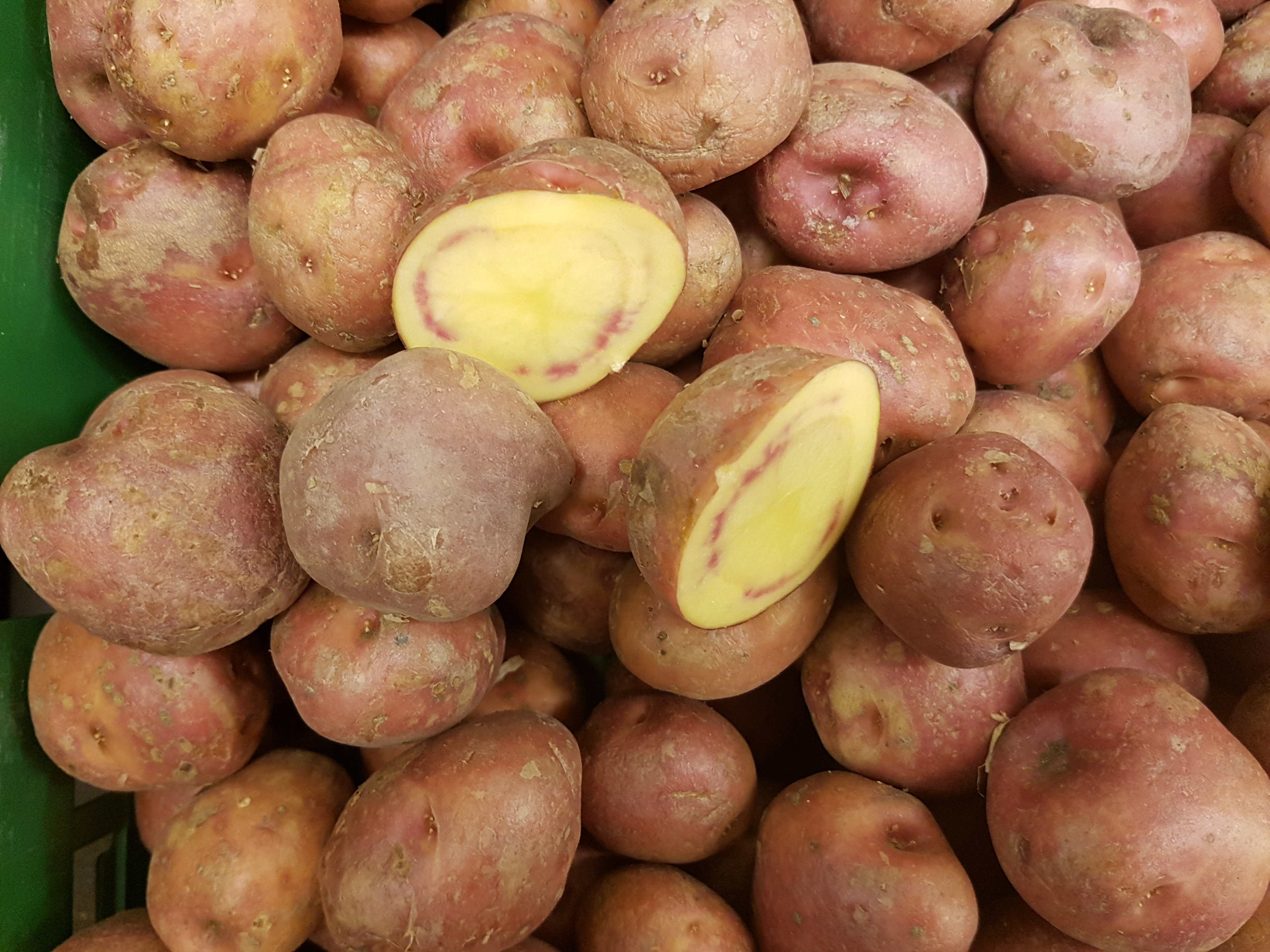
Objawy na bulwach

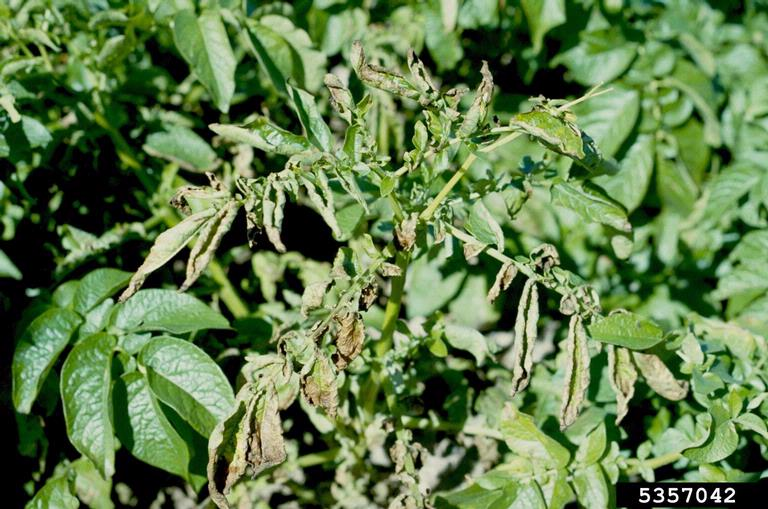
Więdnięcie liści

Bakterioza pierścieniowa ziemniaka (ang. bacterial ring rot of potato, ring rot of potato, vascular wilt of potato) – bakteryjna choroba ziemniaka wywołana przez Clavibacter michiganensis subsp. sepedonicus.

## Objawy i szkodliwość
Choroba w różnym nasileniu występuje we wszystkich rejonach uprawy ziemniaka na świecie. Ze względu na dużą szkodliwość i trudność zwalczania w Polsce i w wielu innych krajach wywołująca ją bakteria jest organizmem kwarantannowym. Choroba jest szczególnie groźna w tych rejonach, w których praktykuje się otrzymywanie sadzeniaków przez krojenie bulw. Powoduje więdnięcie i zamieranie roślin oraz psucie się bulw na polu i w przechowalni.
Pierwszymi objawami choroby jest więdnięcie dolnych liści i podwijanie się ich brzegów do góry. Później następuje chloroza liści, które żółkną i brunatnieją, a na ich ogonkach tworzą się nekrotyczne smugi. Ostatecznie liście więdną i zamierają. Często dzieje się to tylko na jednej lub dwóch łodygach całej rośliny. Choroba rozwija się powoli i zwykle zamieranie pędów następuje dopiero pod koniec wegetacji roślin.
Bakterioza pierścieniowa ziemniaka może być przeoczona lub pomylona z innymi chorobami ziemniaka, takimi jak zaraza ziemniaka, czy rizoktonioza ziemniaka, gdyż na przekroju więdnących łodyg bardzo rzadko widoczne jest zbrunatnienie wiązek przewodzących. Więdnięcie roślin może też być uznane za efekt suszy.
Porażone bulwy przez długi czas zewnętrznie nie różnią się od zdrowych. Wewnątrz bulwy następuje jednak szklistość tkanek otaczających wiązki przewodzące, dobrze widoczna w miejscu połączenia bulwy ze stolonem. Potem wzdłuż wiązki przewodzącej w bulwie powstaje kremowożółte przebarwienie, a następnie gnicie tkanek w obrębie pierścienia wiązek przewodzących, wskutek czego stają się one miękkie. W bulwie powstaje bezwonna, serowata masa składająca się z bakterii i produktów rozkładu tkanek znajdujących się na zewnątrz pierścienia wiązek. Na tym etapie rozwoju choroby zmiany widać również na jej powierzchni w postaci czerwonawych lub brunatnych plam wokół jej oczek. W obrębie zmian skórka nabrzmiewa i pęka. Przez pęknięcia wnikają do bulwy inne bakterie powodujące mokrą zgniliznę bulw ziemniaka i inne organizmy saprotroficzne. Spowodowane przez nie zmiany maskują objawy bakteriozy pierścieniowej.
Objawy na bulwach mogą być widoczne zaraz po zbiorze ziemniaków, lub pojawiać się dopiero w przechowalni, nawet pod koniec okresu przechowywania. Zależy to od temperatury panującej w okresie wegetacji roślin.

## Epidemiologia
Clavibacter michiganensis w Polsce nie jest w stanie przetrwać zimy na polu. Zimuje głównie w porażonych ziemniakach w przechowalniach. Może przetrwać także przez około 9 miesięcy na workach, skrzynkach i innym sprzęcie w przechowalni. Krojenie ziemniaków w celu przygotowania sadzeniaków może w dużym stopniu przyczynić się do rozprzestrzenienia patogenu. Mogą go również przenosić elementy robocze maszyn do uprawy ziemniaków czy ich sortowania. W zasadzonej porażonej bulwie (lub jej części) bakteria szybko rozmnaża się i wiązkami przewodzącymi dostaje do łodygi i ogonków liściowych. Z łodyg wiązkami przewodzącymi dostaje się także do korzeni, a z nich stolonami do bulw. W bulwach opanowuje najpierw drewno, potem łyko, następnie otaczającą je tkankę miękiszową. Wówczas w bulwie powstaje brunatny pierścień. Może to trwać 8 tygodni.
Na polu uprawnym bakterie rozprzestrzeniają się tylko w obrębie jednej rośliny. Przenoszenie się na inne rośliny następuje rzadko.

## Ochrona
Chorobie można tylko zapobiegać. Najważniejsze jest używanie tylko zdrowych sadzeniaków. Należy jako sadzeniaki wykorzystywać drobne bulwy, nie należy ich otrzymywać przez krojenie na części dużych bulw. Sprzęt rolniczy mający kontakt z ziemniakami, a także skrzynki, kontenery i inne, należy każdorazowo przed kontaktem z nową partią bulw zdezynfekować. Co najmniej raz na 3 lata należy w każdym gospodarstwie wymieniać kwalifikowane sadzeniaki na nowe. Ponieważ jest to choroba kwarantannowa, w przypadku jej stwierdzenia właścicieli gospodarstwa obowiązuje przestrzeganie wszystkich zasad postępowania mających na celu niedopuszczenie do jej rozprzestrzenienia się. Nadzór nad tymi działaniami prowadzi Państwowa Inspekcja Ochrony Roślin i Nasiennictwa.